# Оштрий Зид
45°40′ пн. ш. 16°49′ сх. д. / 45.67° пн. ш. 16.82° сх. д.
Оштрий Зид (хорв. Oštri Zid) — населений пункт у Хорватії, у Б'єловарсько-Білогорській жупанії у складі громади Берек.

## Населення
Населення за даними перепису 2011 року становило 102 осіб.
Динаміка чисельності населення поселення: